# Ikonoskop

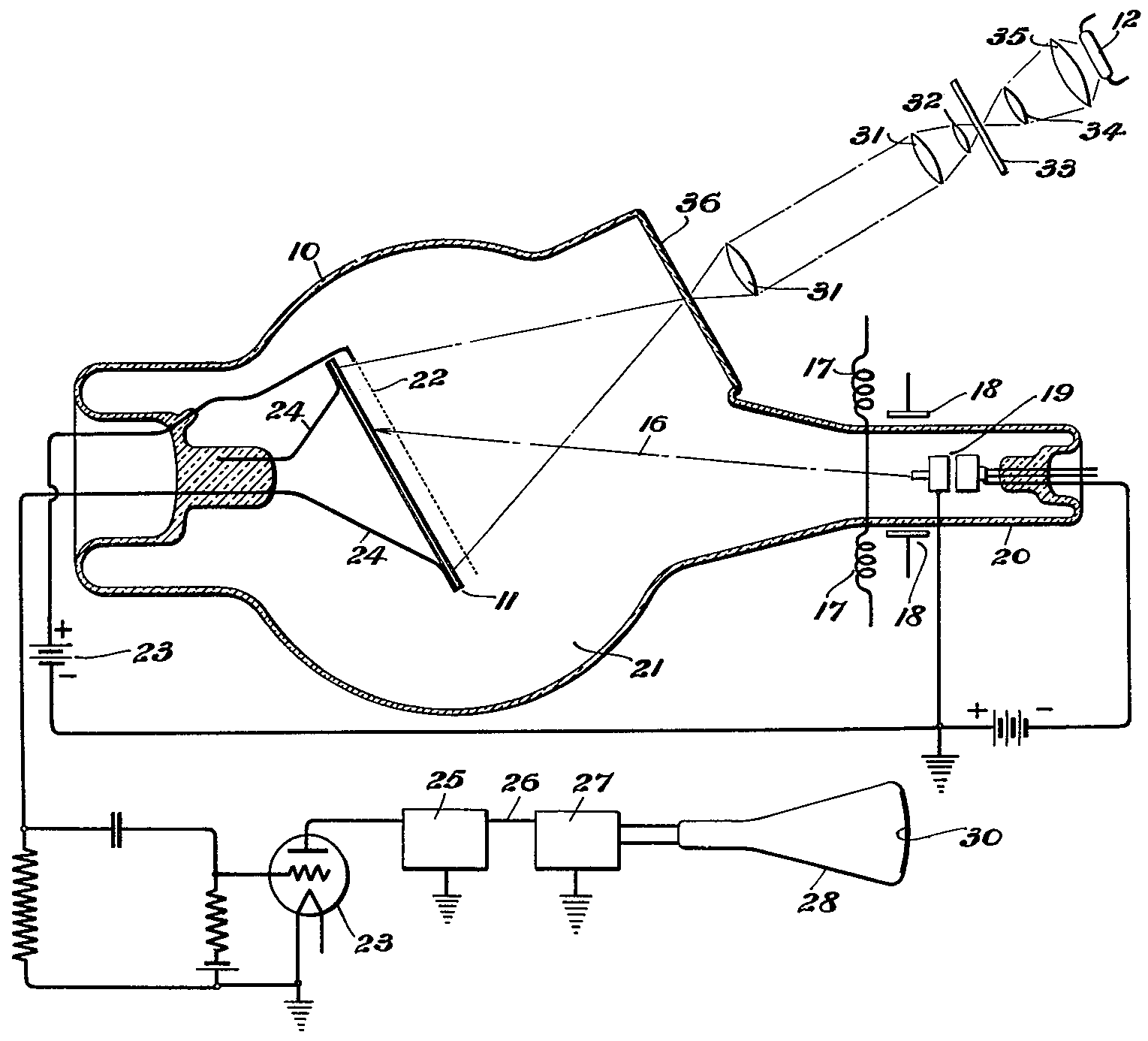
Ikonoskop

Ikonoskop je dříve používaná snímací elektronka vytvořená Vladimirem Zvorykinem roku 1923 s akumulačním účinkem, ale úspěšně použita až roku 1935. Po roce 1939 nahrazena dokonalejší verzí superikonoskopem. Vývoj snímacích elektronek pokračoval ortikonem, superortikonem (nejcitlivější snímací prvek vůbec) a vidikonem (varianty plumbikon, endikon a další). Zásadní slabinou všech těchto snímacích prvků bylo stárnutí a (s výjimkou vidikonu) i rozměry. Dnes se užívá CCD.